# Bergkirche Auerbach

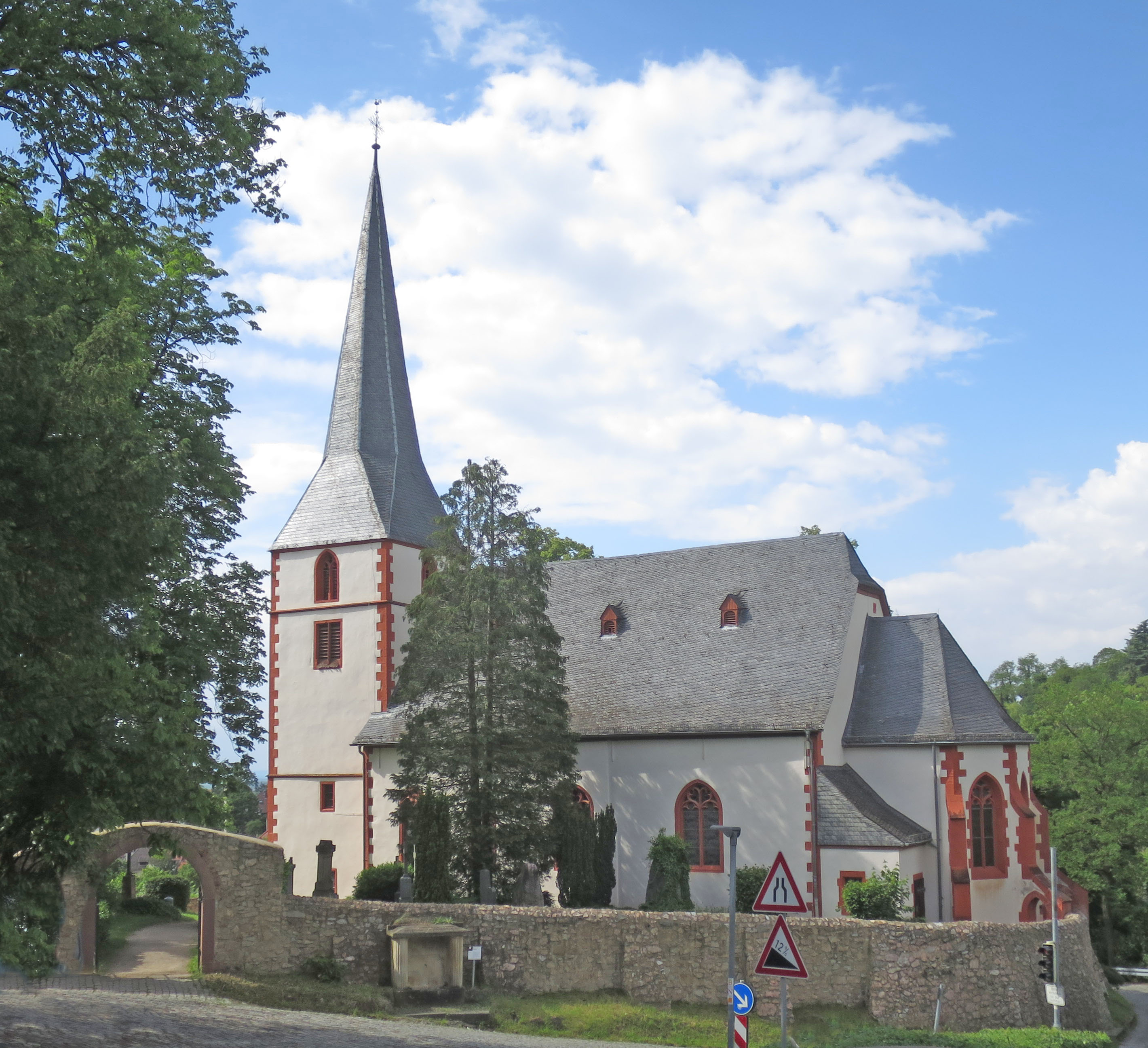
Bergkirche in Auerbach

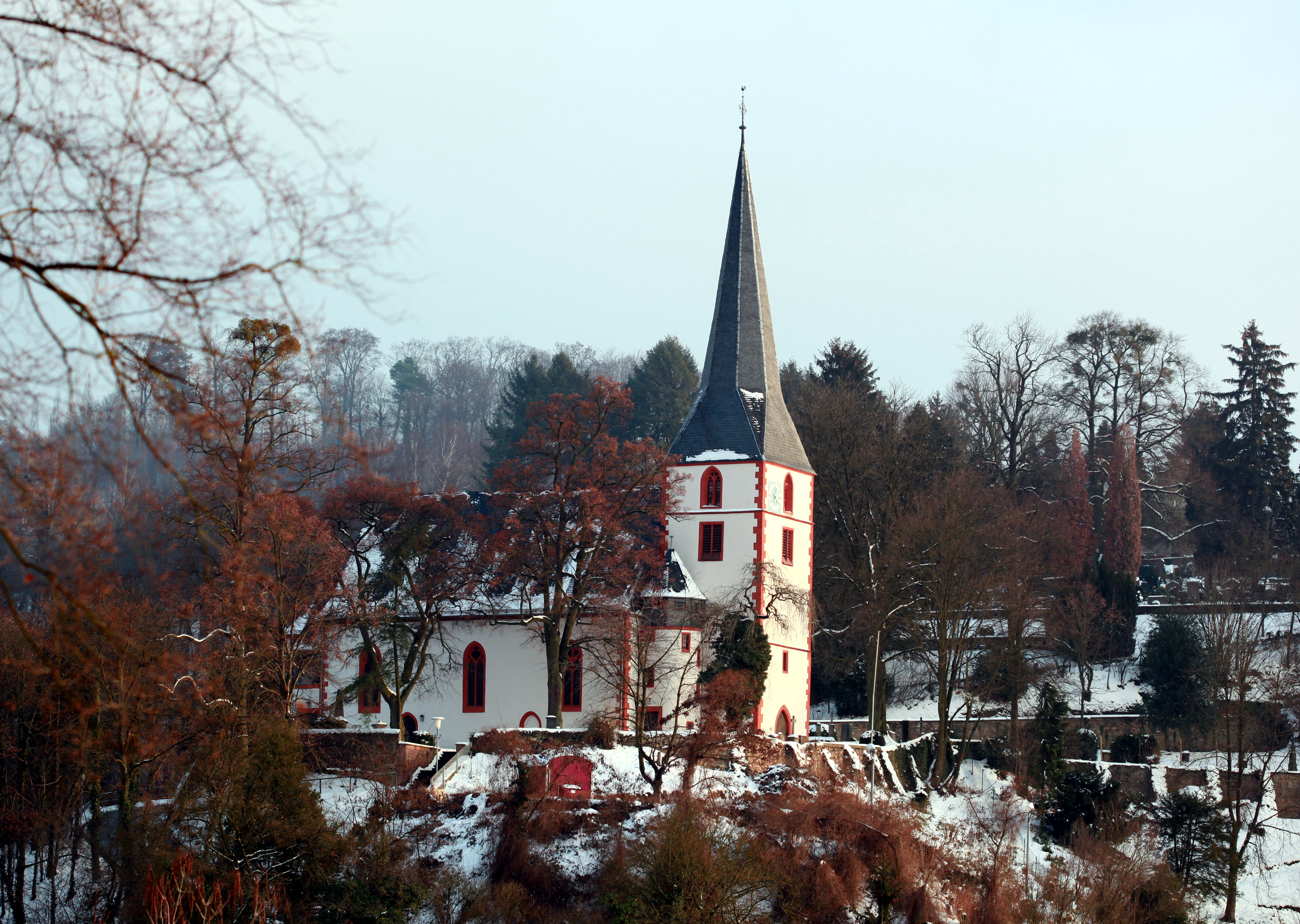
Blick aus nördlicher Richtung

Die Bergkirche in Auerbach, heute einem Stadtteil von Bensheim, ist die Kirche der dortigen evangelischen Gemeinde. Durch mehrfache bauliche Veränderungen in ihrer langen Geschichte ist sie ein interessantes Zeugnis kulturhistorischen Wandels.

## Geografische Lage
Die Kirche steht in beherrschender Lage über dem alten Ortskern, weithin sichtbar auf einer felsigen Anhöhe vom ummauerten alten Friedhof umgeben. Die Anschrift ist Kirchweg 7.

## Geschichte

### Mittelalter

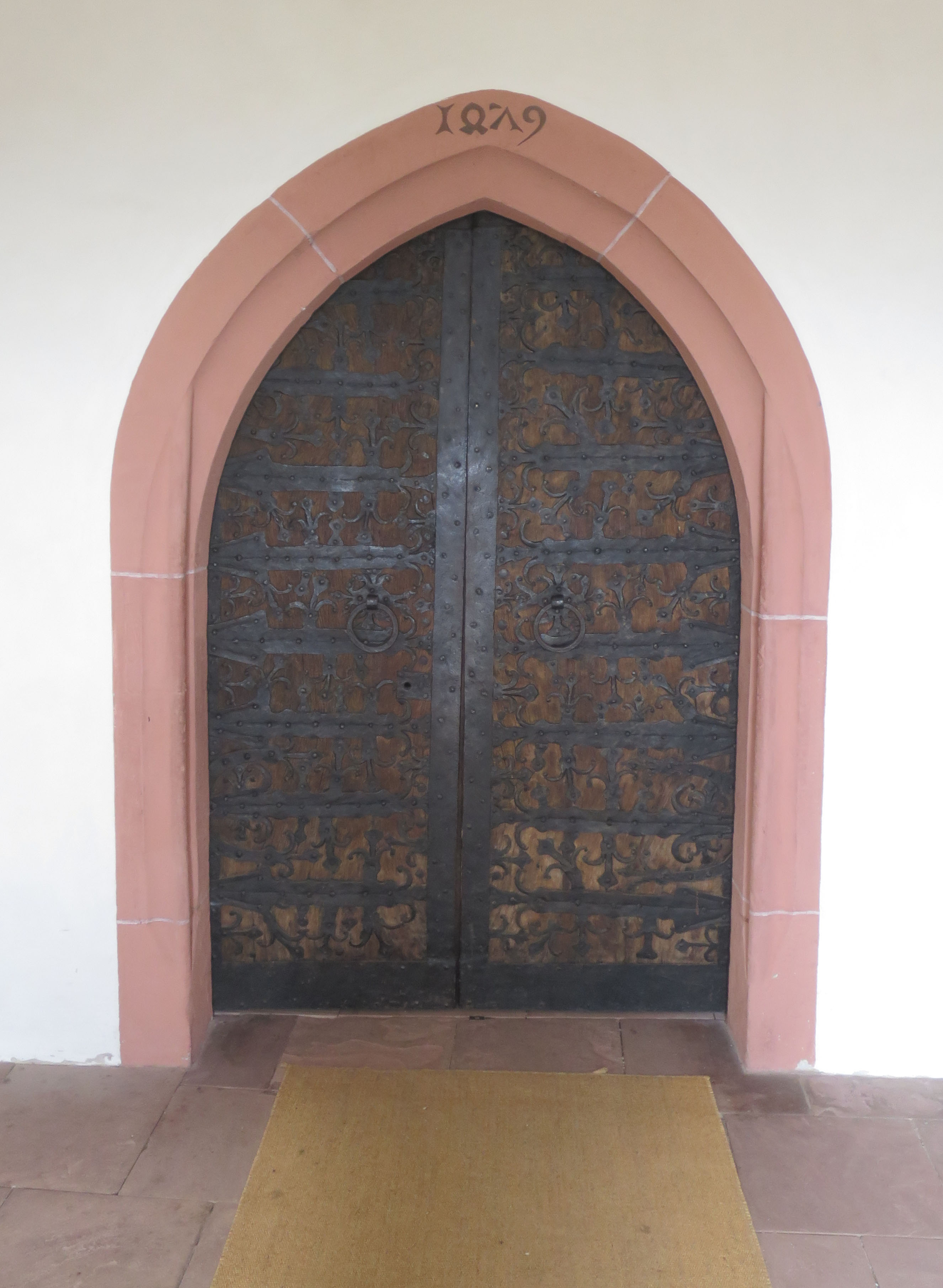
Romanische Türflügel in einem auf „1479“ datierten gotischen Portal

Nachrichten über Gründung und Frühzeit der Kirche fehlen. Die Gründung der Kirche an einer Erbteilung der Landesherrschaft, dem Haus der Grafen von Katzenelnbogen, oder einen ersten Kirchenbau an einer für damals vermuteten Loslösung von der Mutterpfarrei Bensheim festzumachen, sind Spekulationen. Erstmals für 1297 ist ein Ortspfarrer bezeugt, was auch das Bestehen eines Kirchengebäudes wahrscheinlich macht. Bei den Renovierungen am Ende der 1970er Jahre wurde die 11,60 m lange Wand eines älteren Vorgängerbaus festgestellt. Die Kirche war dem Heiligen Nikolaus geweiht.
Unter Landgraf Heinrich III. wurde 1487 – eine Bauinschrift im unteren Bereich des Turmes nennt allerdings die Jahreszahl 1479 – der dominante westliche Glockenturm errichtet. Der spätgotische Turmhelm ist im Original erhalten. Gleichzeitig erfuhr das Kirchenschiff eine Erweiterung nach Norden und Osten, wo ein Chor angefügt wurde.
Mit der Reformation wurde die Gemeinde 1529 evangelisch und die Bergkirche zur evangelischen Pfarrkirche des Ortes. Die Baulast der Kirche lag bei der politischen Gemeinde von Auerbach.

### Barock

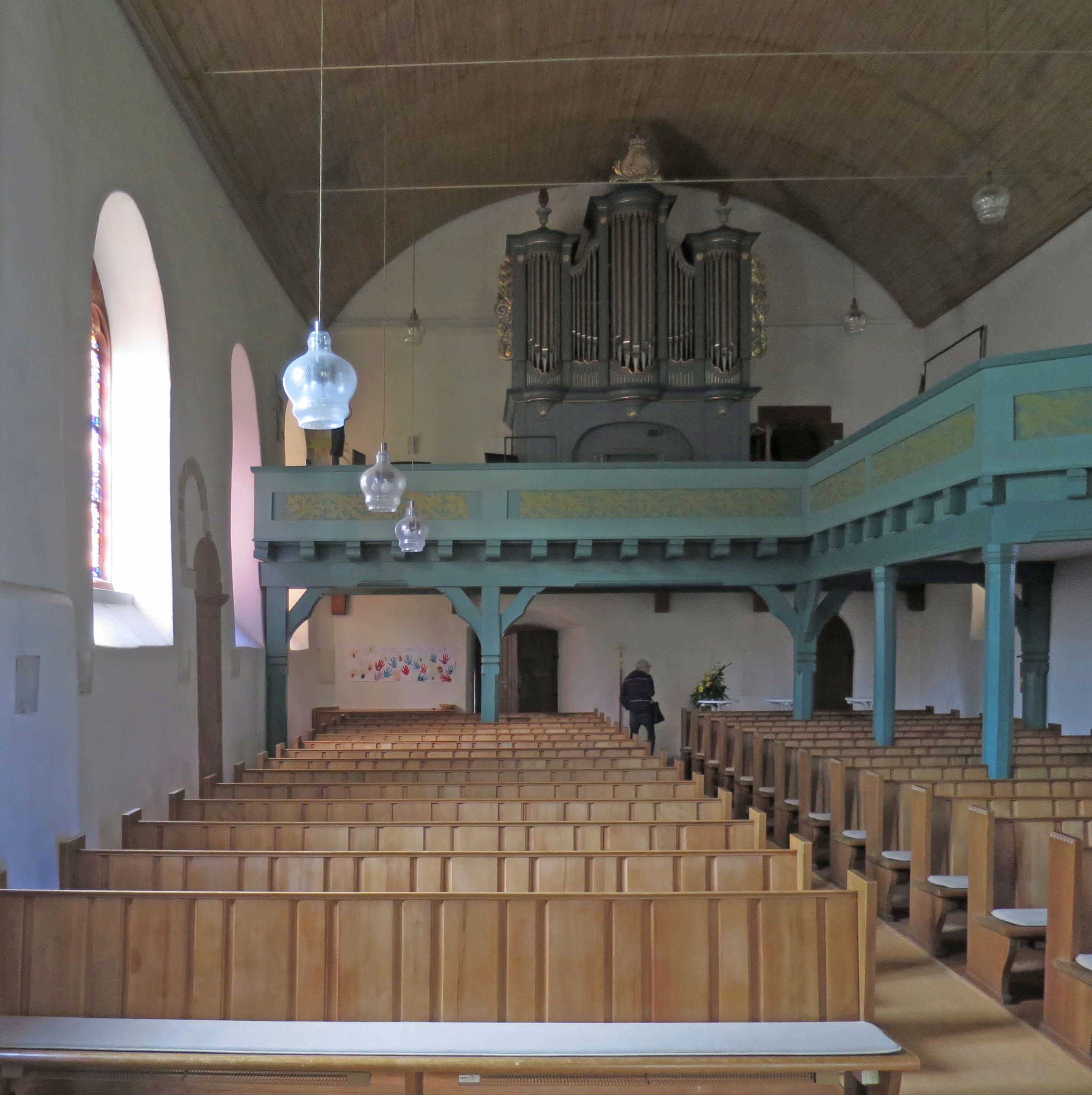
Blick nach Westen mit barockem Orgelprospekt

Am Anfang des 18. Jahrhunderts befand sich die Kirche baulich in schlechtem Zustand. 1713/14 wurde sie unter dem hessen-darmstädtischen Baumeister Friedrich Sonnemann (1679–1735) saniert und modernisiert. Die Außenmauern wurden um 2 m erhöht und die Fensterdurchbrüche vergrößert. 1724 erhielt die Kirche erstmals eine Orgel.
1787 wurden – aus nicht bekannten Gründen – unter dem Baumeister Friedrich Schuknecht aus Darmstadt Chor und Sakristei abgetragen und durch eine glatte Ostwand ersetzt. Diese hatte zwei gotische Fenster, bei denen es sich entweder um wiederverwendete des abgebrochenen Chores handelte oder um nachgotische, neue. Innen entstand vor der neuen Ostwand eine Empore für die Orgel, an der Westwand eine doppelstöckige Empore und vor einem Teil der Nordwand eine weitere, eingeschossige.

### Neuzeit

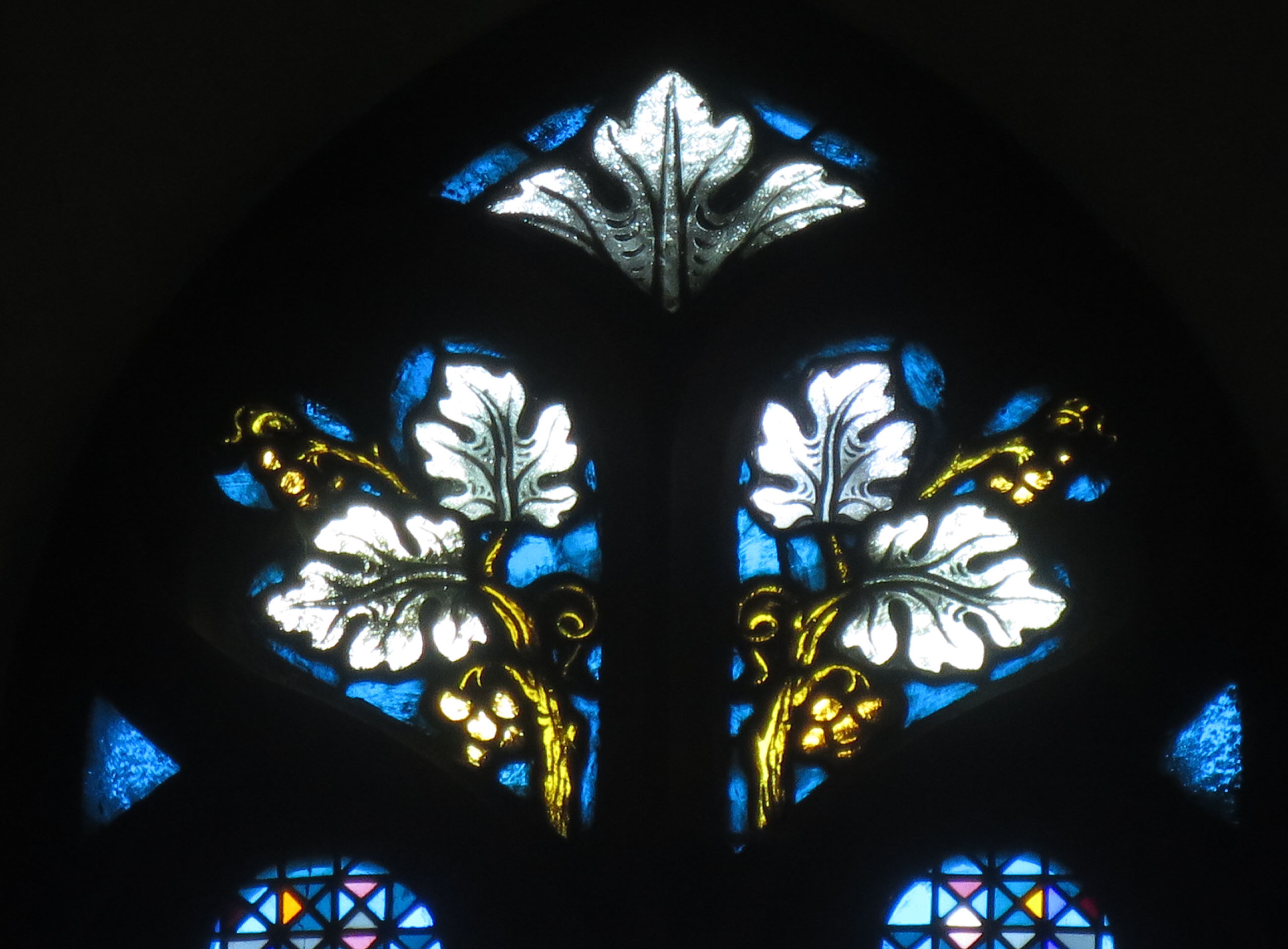
Reste der Verglasung von 1901

1900 / 1901 erhielt die Kirche durch einen Umbau nach Plänen des Darmstädter Oberbaurats Karl Hofmann ihr im Wesentlichen bis heute außenwirksames Erscheinungsbild. Karl Hofmann kam hier auf Betreiben von Großherzog Ernst Ludwig zum Zuge. Absicht von Karl Hofmann war es, „die Kirche so zu restaurieren, wie es dem schönen gothischen Turm und der ganzen ursprünglichen Anlage der Kirche entspricht.“ Dabei wurde wieder ein Chor mit Fünfachtelschluss angefügt und die Sakristei nach Süden hin angebaut. Die beiden nördlichen Treppentürmchen entstanden als Zugänge zu der damals eingebauten, an der Nordseite durchlaufenden Empore und die Nordwand bekam drei Maßwerkfenster. Im Innern der Kirche erhielt die Orgel ihren Platz auf einer neuen Westempore, das Kirchenschiff eine durch hölzerne Gurtbögen gegliederte Rabitztonne. Die Kirche war in ihrer Zuständigkeit für das zeitweilig durch Großherzog als Sommerresidenz genutzte Fürstenlager eine Hofkirche und erhielt so auch ein neues Fürstengestühl. Die Einweihung erfolgte am 11. Juli 1901 durch Schlüsselübergabe an Großherzog Ernst Ludwig.
1963/64 erfolgte eine modernistische Umgestaltung des Inneren, die mit der überkommenen Ausstattung sehr rücksichtslos umging: Das Fürstengestühl und das Rabitzgewölbe wurden entfernt und zerstört, letzteres durch eine flachere Holztonne ersetzt. Die Nordempore wurde abgerissen, die spätromanische Eingangstür und das barocke Triumphkreuz entfernt, Kanzel und Empore grau gestrichen. Das Ergebnis dieser Renovierung wurde von der Gemeinde nicht akzeptiert. Schon 1972 kehrte das barocke Triumphkreuz zurück und 15 Jahre nach der Renovierung von 1963/64 erfolgte 1977 bis 1979 eine weitere Renovierung, die die Maßnahmen der vorangegangenen teilweise rückgängig machte. So sind heute von der Renovierung von 1963/64 im Wesentlichen nur das Gestühl nach einem Entwurf des Darmstädter Architekten Karl Gruber und ein Teil der Buntglasfenster erhalten. 
Mit der Renovierung in den Jahren 1977 bis 1979 durch den Darmstädter Architekten Martin Denhard wurde ein Teil der Nordempore erneut eingebaut, die historische Ausstattung – soweit noch erhalten – wieder eingebracht und die Ausstattung erhielt eine farblich freundlichere Gestaltung.

## Fenster
Die drei Chorfenster stammen von dem Münchner Hofglasmaler Carl de Bouché von 1901 und nehmen Bezug auf den Abendmahlsgottesdienst. Die modernen Fenster im Kirchenschiff sind abstrakt gestaltet und stammen überwiegend von Bruno Müller-Linow. In den Maßwerken haben sich Farbverglasungen von 1901 erhalten. Bei der Rück-Renovierung 1977 bis 1979 wurden – damit der Kirchenraum heller wurde – einige dieser Fenster er- oder umgesetzt. Die damals neu hinzugekommenen Fenster stammen von Ingeborg Wiedebusch.

## Ausstattung

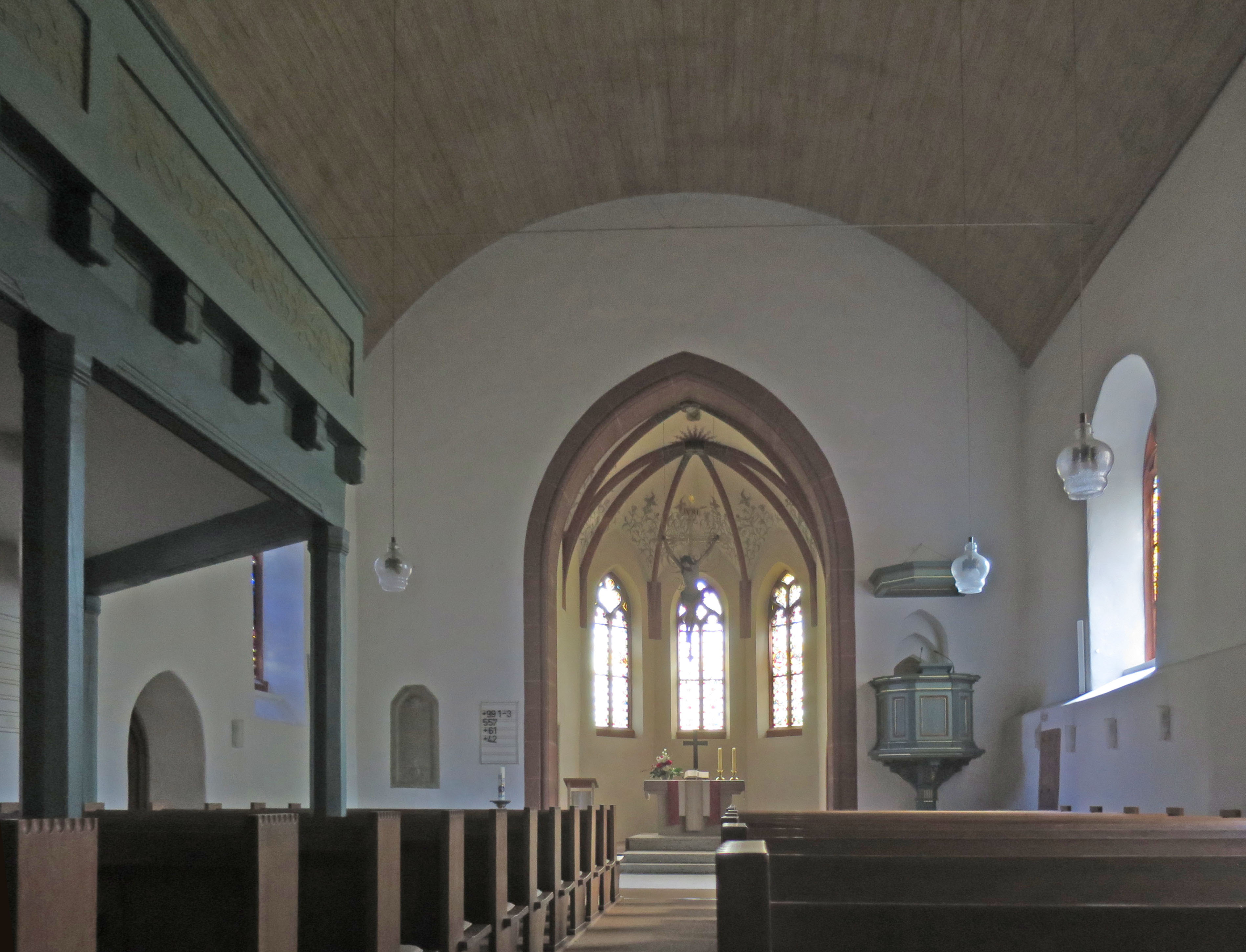
Blick in den Chor, links: Nordempore; rechts: Kanzel

Den Zugang vom Turm in das Kirchenschiff bildet ein Portal mit einer zweiflügelige Tür, die aufgrund ihrer kunstvollen schmiedeeisernen Beschläge spätromanisch auf das Ende des 13. Jahrhunderts oder um 1300 datiert wird. Die Beschläge sind ein seltenes Zeugnis mittelalterlichen Schmiedehandwerks.
Links des Triumphbogens steht der in derben Renaissanceformen gehauene Taufstein von 1608 mit einer längeren Inschrift. Einsatz und Deckel des Taufsteins stammen von 1982.
Im Chorbogen hängt ein eindrucksvolles, schmiedeeisernes Triumphkreuz mit Corpus von 1684. Stifter war der kurmainzische, in Bensheim wohnende Oberamtsphysikus des Oberamts Starkenburg und Leibarzt des Erzbischofs und Kurfürsten von Mainz Anselm Franz von Ingelheim, Nikolaus Caspar Elwert. Als Lutheraner in dem ansonsten römisch-katholischen Bensheim war er nach Auerbach eingepfarrt.
Die Kanzel stammt aus der alten Frankfurter Diakonissenkirche und war ein Geschenk des ehemaligen Pfarrers des Frankfurter Diakonissen-Mutterhauses, Carl Leydhecker und seiner Frau, die ihren Alterssitz in Auerbach hatten.
Seit Abschluss der Innenrenovierung 1978 befinden sich im Kirchenschiff drei Grabdenkmäler, die ursprünglich an der Außenwand befestigt waren:
- Die Grabplatte für die Kinder des Pfarrers Plaustrarius ist eine Kopie eines verlorenen Originals aus der Zeit um 1610.
- Ein großes Grabdenkmal für den Kirchenvorsteher und Gerichtsschöffen Jacob Bach von 1610
- und ein schlichtes Epitaph für den 1727 verstorbenen Auerbach Pfarrer Georg Schott und dessen Frau.[5]

## Orgel
1724 erhielt die Kirche erstmals eine Orgel. Sie stammte von dem Darmstädter Orgelbauer Appell. 1788 erhielt die Kirche eine neue Orgel, eine Stiftung des Erbprinzen Ludwig von Hessen-Darmstadt, die Johannes Oberndörfer aus Jugenheim. baute. Der dreiteilige Prospekt von 1788 ist erhalten. Das Instrument wurde jedoch mehrfach umgebaut, zuletzt 1980 durch Andreas Ott aus Bensheim. Das Instrument verfügt seitdem über 21 Register, die auf zwei Manuale und Pedal verteilt sind. Die Disposition lautet wie folgt:
| I Hauptwerk C–g3 |        |
| Principal        | 8′     |
| Großgedackt      | 8′     |
| Viol de Gamb     | 8′     |
| Oktave           | 4′     |
| Kleingedackt     | 4′     |
| Quinte           | 2 ⁄3′  |
| Oktave           | 2′     |
| Terz             | 1 3⁄5′ |
| Mixtur III–IV    | 1 ⁄3′  |
| Trompete         | 8′     |

| II Unterwerk C–g3 |       |
| Holzflöte         | 8′    |
| Spitzflöte        | 4′    |
| Gemshorn          | 2′    |
| Quinte            | 1 ⁄3′ |
| Rauschwerk I–II   | 1′    |
| Vox humana        | 8′    |

| Pedal C–f1    |     |
| Subbass       | 16′ |
| Principalbass | 8′  |
| Oktave        | 4′  |
| Posaune       | 16′ |
| Trompetenbass | 8′  |

- Koppeln: II/I, I/P, II/P
- Tremulant

## Glocken
Wann die Bergkirche erstmals mit Glocken ausgestattet wurde, ist nicht bekannt. Belegt sind sie erst seit 1575. Die heutigen vier Glocken stammen alle von der Glocken- und Kunstgießerei Rincker im Sinn.
| Glocke | Bezeichnung        | Gussjahr | Gewicht | Nominal | Inschrift                                      |
| ------ | ------------------ | -------- | ------- | ------- | ---------------------------------------------- |
| 1      | Vater-unser-Glocke | 1962     | 1200 kg | dis’    | Dein Reich komme!                              |
| 2      |                    | 1950     | 650 kg  | fis’    | Meine Seele erhebet den Herrn                  |
| 3      | Gebetsglocke       | 1950     | 450 kg  | gis’    | Betet ohne Unterlass!                          |
| 4      | Totenglocke        | 1921     | 285 kg  | h’      | Die mit Tränen säen, werden mit Freuden ernten |

## Friedhof

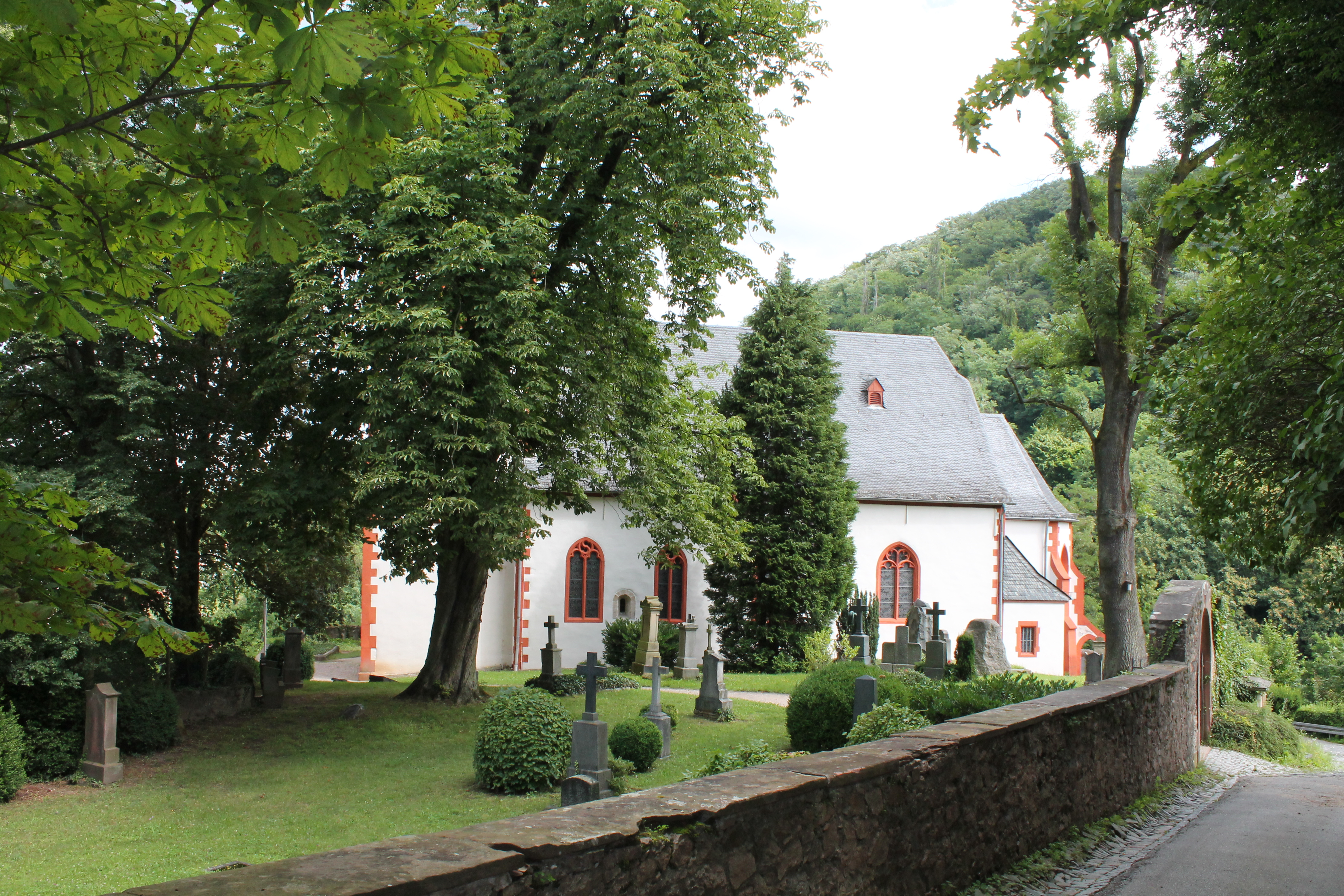
Friedhof der Bergkirche

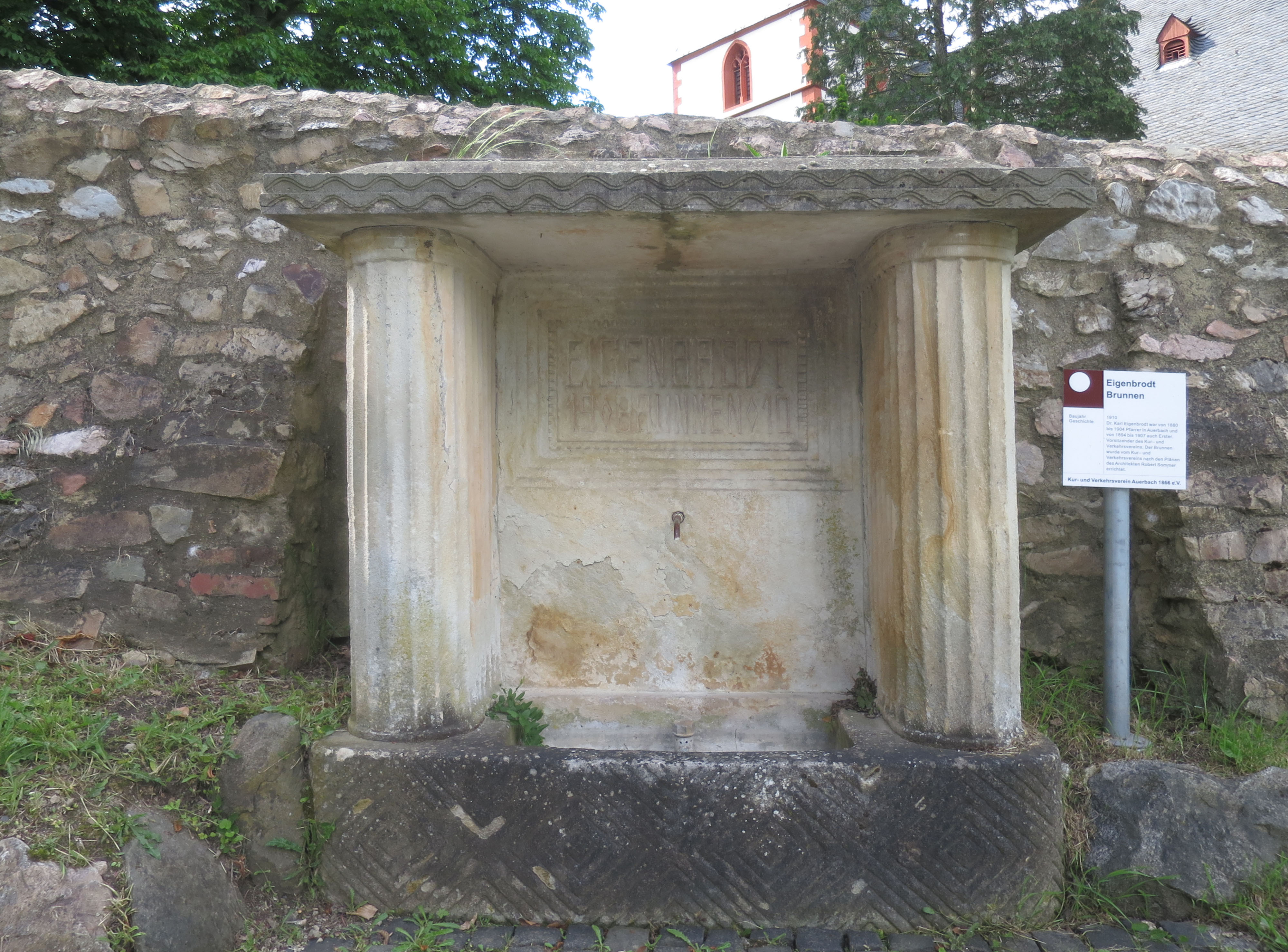
Eigenbrodt-Brunnen

Um die Bergkirche liegt der zugehörige historische Bergfriedhof, nach Süden erstreckt sich der neuere Teil. Hier stehen mehrere als Naturdenkmäler eingestufte Bäume sowie einige denkmalgeschützte Grabstätten. Auf dem Friedhof ist General Friedrich von Wachter, großherzoglich-hessischer Kriegsminister (1862–1866) während des Kriegs von 1866 bestattet sowie Rudolf von Brasch.
Vor dem Eingang des historischen, die Kirche umgebenden Friedhofs, befindet sich der 1910 entstandene „Eigenbrodtbrunnen“, entweder von Heinrich Metzendorf oder von Robert Sommer entworfen, und in Erinnerung an Pfarrer Karl Eigenbrodt errichtet.

## Denkmalschutz
Zusammen mit ihrer Ausstattung und dem sie umgebenden Friedhof ist die Kirche ein Baudenkmal aus geschichtlichen, künstlerischen, städtebaulichen und wissenschaftlichen Gründen aufgrund von  § 2 Absatz 1 des Hessischen Denkmalschutzgesetzes.